# Vriend of Vijand (Zone Stad)
Vriend of Vijand is de 77ste aflevering van de televisieserie Zone Stad. De aflevering wordt in Vlaanderen voor het eerst uitgezonden op 16 mei 2011.

## Verhaal
Dimitri Alva wordt veroordeeld tot een gevangenisstraf van 15 jaar. Wanneer hij het gerechtsgebouw verlaat, wordt hij echter bevrijd door zijn kompanen. Hij is vastbesloten zich te wreken op Tom Segers, die een jaar geleden zijn vader Rodrigo Alva  doodschoot. Wanneer een eerste aanslag mislukt, gooit Alva het over een andere boeg en besluit hij Stijn, de zoon van Els Buyens, te ontvoeren. Mike Van Peel krijgt een uur de tijd om Tom bij Alva af te leveren, zo niet verliest hij zijn stiefzoon.

## Gastrollen
- Tom Van Landuyt - 'Ruige' Ronny Nijs
- Guido De Craene - Mark Lathouwers
- Stijn Van Opstal - Dimitri Alva
- Jeroen Perceval - Seppe
- Vincent Van Sande - Stijn
- Alex Wilequet - Lucien Hellinckx
- Sandrine André - Inez Vermeulen
- Dimitri Dequennoy - Joël Serneels
- Stéphane Brodzki - Petrus Thijssen